# Wensdagmiddag
De Wensdagmiddag was een live televisieprogramma (2002-2003) dat elke woensdagmiddag werd uitgezonden op Nickelodeon.
De presentatie was in handen van Dieter Jansen, Everon Jackson Hooi, Aukje van Ginneken en Judith Pronk. Kinderen konden bellen om hun favoriete tekenfilm aan te vragen en er konden prijzen worden gewonnen. Een van de presentatoren, Dieter Jansen, liet elk kind dat live in de uitzending kwam altijd winnen. Hij vond dat als een kind eindelijk doorkwam en live in de uitzending was, dat ze dan ook moesten winnen. Om onbekende reden is het programma in 2003 gestopt.